# Busto di giovane con cammeo
Il Busto di giovane con cammeo è un'opera attribuita a Donatello, di datazione incerta. È in bronzo, misura 42x42 cm ed è conservata al Museo nazionale del Bargello di Firenze.

## Storia

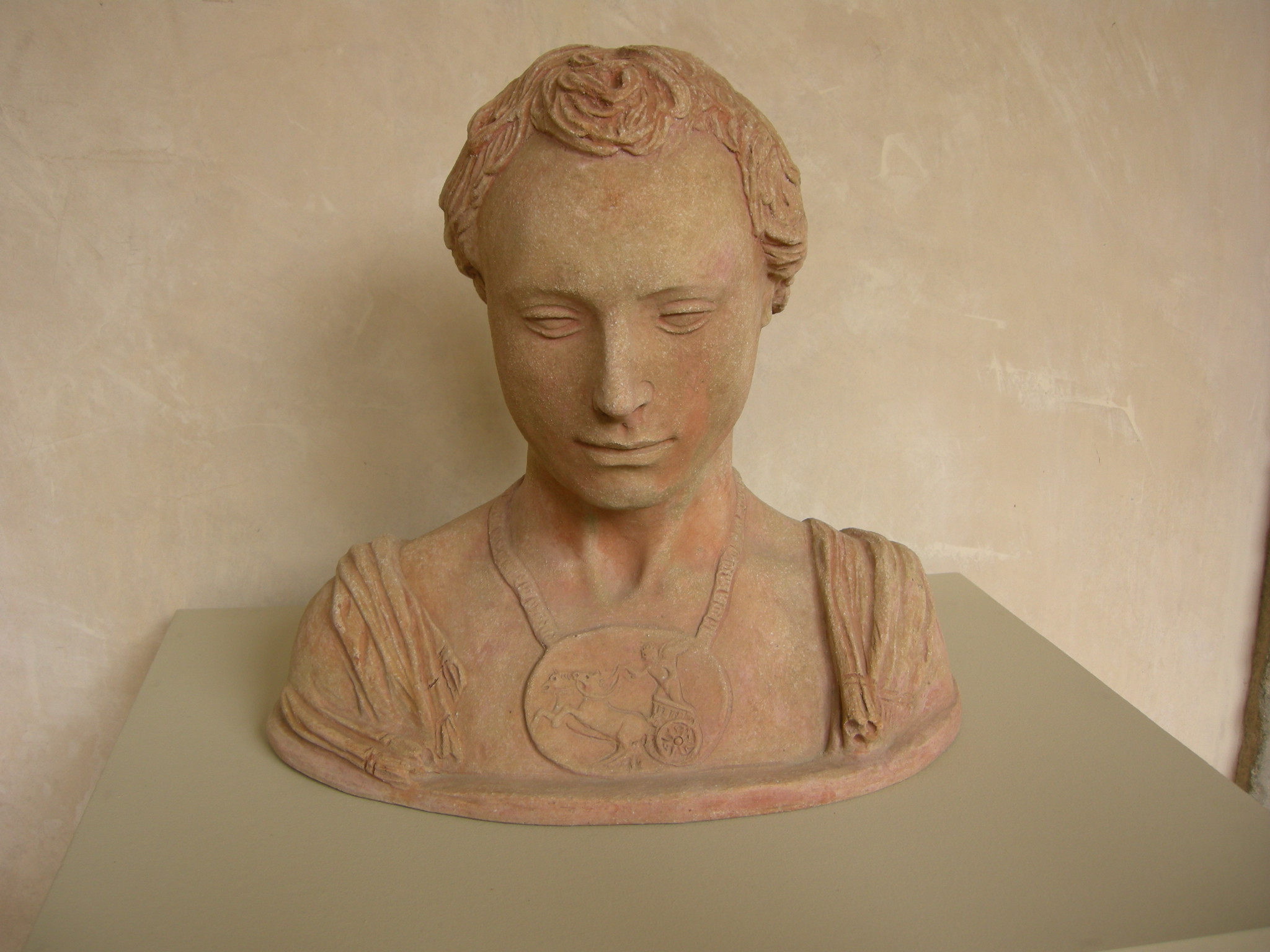
Copia in terracotta del busto bronzeo al Bargello

Il busto bronzeo proviene dalle collezioni granducali ed è citato negli Inventari del 1560. Nel 1769 fu esposto nella Galleria degli Uffizi, finché non fu trasferito, nel 1865, al Bargello.

## Descrizione
In quest'opera il busto ritratto veniva impiegato non più come un reliquiario, ma come un monumento profano, nel caso specifico, non si trattava del ritratto di un individuo distinto ma di un tipo ideale. Sul petto ha un cammeo, copiato da uno antico facente parte della collezione medicea, in cui è raffigurato il Carro di Eros, un tema mitologico presente nel Fedro di Platone.

## Attribuzione
L'attribuzione è tuttora oggetto di discussione tra gli studiosi; il busto venne inserito per la prima volta nel 1887 dal Milanesi tra le opere dubbie di Donatello. Il Bode (1892) ipotizzò che fosse il ritratto di Giovanni Antonio di Narni, figlio del Gattamelata, ma la sua idea non si basava su riscontri oggettivi ma solo su suggestioni, talvolta riprese da altri storici.
Tra i fautori dell'attribuzione a Donatello ci sono Janson, Grassi, Castelfranco e Schuyler, mentre altri restano dubbiosi, come pure non è sicura la datazione, di solito indicata ai primi anni quaranta del Quattrocento, prima della partenza per Padova (1443), quando l'artista realizzò probabilmente altre grandi opere bronzee, come il David e l'Amore-Attis.
Schmarsow (1889) e Semrau (1891) notarono la somiglianza con il busto di Ludovico Gonzaga nei Musei Statali di Berlino, che attribuirono a Niccolò Baroncelli, come pure il busto del Bargello.
Lo studio del cammeo ha aperto nuove questioni: si tratta di una riproduzione di un cammeo appartenuto a Paolo II, citato nel suo inventario del 1457, che nel 1471 venne donato a Lorenzo de' Medici. Esso era però noto già in precedenza a Firenze, forse attraverso disegni, essendo raffigurato anche sul basamento della tomba del cardinale del Portogallo a San Miniato al Monte, creata nel 1461-1466.
Il tema del cammeo metterebbe l'opera in relazione con l'accademia neoplatonica, in particolare all'ambiente di Marsilio Ficino, che farebbe propendere per una datazione al 1470-1480. Lo Chastel, che negò la paternità a Donatello, assegnò l'opera a un collaboratore di Desiderio da Settignano e Mino da Fiesole, per poi proporre il nome di Bertoldo di Giovanni.
Ames-Lewis ha invece riconfermato l'attribuzione a Donatello, datando l'opera agli ultimi anni della vecchiaia, confermato anche in seguito da Rosenauer. Il Badt, riprendendo il confronto con il busto di Lodovico Gonzaga, attribuì l'opera a Leon Battista Alberti, come sottolineò poi anche Parronchi, che vi ravvisò un ritratto di Lionello d'Este.
Tra gli studiosi più recenti Collareta (Eredità del Magnifico, 1992) attribuì il busto a un seguace di Donatello, forse Bertoldo, proponendo la datazione al 1470-1480. Lewis nel 2001 rintracciò una lettera di Piero de' Medici di ritorno da Padova nel 1456, dove pensò di trovare un'allusione all'opera, che sarebbe allora frutto del periodo padovano.